# Мисливець Гракх
«Мисливець Гракх» (нім. Der Jäger Gracchus) — оповідання Франца Кафки. Твір розповідає про давно померлого Мисливця Гракха, який прибуває на човні в порт міста Ріва. Мер цього поселення піднімається на човен і веде там бесіду з Гракхом, який розповідає йому про свою смерть на полюванні, а також пояснює, що йому судилося плавати безцільно і вічно у світових водах. Додатковий фрагмент — розширений діалог між Гракхом і неназваним співрозмовником, ймовірно тим самим мером.
Оповідання написано в першій половині 1917 року, але опубліковано посмертно у складі збірки «Як будувався Великий Китайський Мур» (нім. Beim Bau der Chinesischen Mauer, Берлін, 1931).
У щоденниковому записі від 6 квітня 1917 року Кафка описує дивний човен у порту, який за розповідями належить Мисливцю Гракху. Історію переказують і вплітають у зміст своїх романів В. Ґ. Зебальд «Почуття. Запаморочення», а також Елен Сіксу «Le Détrônement de la mort».

## Українські переклади
- Франц Кафка: Перетворення. Переклад з німецької Івана Кошелівця. Львів: Літературна аґенція Піраміда. 2005. ISBN 966-8522-28-1. (завантажити e-book з Chtyvo.org [Архівовано 13 квітня 2017 у Wayback Machine.])